# Матеріал для відтворення

Трансмутаційний потік між ^{238}U та ^{245}Cm у LWR. Швидкість трансмутації сильно варіюється залежно від нукліда, і відсотки відносяться до загальної трансмутації та розпаду. Після видалення палива з реактора розпад буде переважати для короткоживучих ізотопів, таких як ^{238}Pu, ^{241}Pu, ^{242–244}Cm; але ^{245–248}Cm — усі довгожителі.

Матеріал для відтворення — ядерний матеріал, що може бути перетворений в матеріал, що здатний до розщеплення, шляхом захоплення одного нейтрона ядром його атома.

## Матеріали для відтворення природного походження
Матеріали для відтворення, що зустрічаються в природі, які можна перетворити на матеріал, що розщеплюється шляхом опромінення в реакторі, включають:
- торій-232, який перетворюється на уран-233
- уран-234, який перетворюється на уран-235
- уран-238, який перетворюється на плутоній-239

Штучні ізотопи, утворені в реакторі, які можуть бути перетворені в матеріал, що розщеплюється, одним захопленням нейтрона включають:
- плутоній-238, який перетворюється на плутоній-239
- плутоній-240, який перетворюється на плутоній-241[en]

Деякі інші актиноїди потребують більш ніж одного захоплення нейтронів, перш ніж досягти ізотопу, який є одночасно здатним до розщеплення і досить довгоживучим, щоб, ймовірно, мати можливість захопити інший нейтрон і розщепитися замість інших варіантів розпаду.
- плутоній-242[en] в америцій-243 в кюрій-244 в кюрій-245
- уран-236 до нептунію-237 до плутонію-238 до плутонію-239
- америцій-241 до кюрію-242 до кюрію-243 (або, більш імовірно, кюрій-242 розпадається до плутонію-238, який також потребує одного додаткового нейтрона, щоб досягти нукліда, що здатний до розщеплення)

Оскільки вони потребують загалом 3 або 4 теплових нейтронів для кінцевого поділу, а поділ теплових нейтронів генерує лише приблизно 2-3 нейтрони, ці нукліди являють собою чисту втрату нейтронів. Підкритичний реактор, що працює в спектрі теплових нейтронів, повинен буде регулювати силу зовнішнього джерела нейтронів відповідно до накопичення або споживання таких матеріалів. У реакторі на швидких нейтронах цим нуклідам може знадобитися менше нейтронів для досягнення поділу, а також виробляти більше нейтронів під час поділу. Однак існує також ймовірність (n, 2n) або навіть (n, 3n) реакцій «викидання» (швидкий нейтрон, що падає, потрапляє на ядро, і більше одного нейтрона залишає) з швидкими нейтронами, які неможливі з тепловими нейтронами.

## Матеріали, що розщеплюються, з матеріалів для відтворення
Реактор на швидких нейтронах, тобто реактор з невеликим сповільнювачем нейтронів або без нього, який використовує швидкі нейтрони, може бути налаштований як реактор -розмножувач, який виробляє більше матеріалу, що розщеплюється, ніж споживає, використовуючи матеріал для відтворення у навколо активної зони або міститься в спеціальних паливних стрижнях. Оскільки плутоній-238, плутоній-240 і плутоній-242 є матеріалами для відтворення, накопичення цих та інших неподілених ізотопів є меншою проблемою, ніж у теплових реакторах, які не можуть їх ефективно спалювати. Реактори-розмножувачі, що використовують нейтрони теплового спектру, практичні, лише якщо використовується торієвий паливний цикл, оскільки уран-233 ділиться набагато надійніше за допомогою теплових нейтронів, ніж плутоній-239. Підкритичний реактор — незалежно від спектру нейтронів — може також виконувати «розмноження» діленням нуклідів з матеріалу для відтворення, дозволяючи в принципі споживати актиноїди дуже низькозбагачені (наприклад, відпрацьоване МОКС-паливо де вміст 240
Pu занадто високий для використання в поточних критичних теплових реакторах) без потреби у високозбагаченому матеріалі, який використовується в реакторі-розмножувачі.

## Застосування
Запропоновані варіанти застосування матеріалу для відтворення включають космічну установку для виробництва матеріалу, що розщеплюється, для ядерного двигуна космічного корабля. Об'єкт умовно транспортував би матеріали для відтверння з Землі, безпечно через атмосферу, і розміщував їх на космічному об'єкті в точці Лагранжа Земля-Місяць L1, де відбувалося б виробництво матеріалів, що розщеплюються, усуваючи ризик безпеки транспортування матеріалів, що розщеплюються, із Землі. Хоча уран і торій присутні на Місяці, здається, що їх запаси менші, ніж на Землі, особливо біля поверхні. Якщо для палива ядерних електростанцій на Місяці бажано використання ресурсів in situ, перетворення матеріалу, для відтворення на матеріал, що розщеплюється, може стати способом подовжити ресурс і зменшити потребу в збагаченні урану, яке потребує хімічно агресивного летючого фтору для отримання гексафториду урану, який використовується в поточній технології збагачення.